# ヴィンツァーリオ
ヴィンツァーリオ（伊: Vinzaglio）は、イタリア共和国ピエモンテ州ノヴァーラ県にある、人口約500人の基礎自治体（コムーネ）。

## 地理

### 位置・広がり
| 隣接するコムーネは以下の通り。括弧内のVCはヴェルチェッリ県、PVはパヴィーア県所属を示す。 - ボルゴ・ヴェルチェッリ (VC) - カザリーノ - コンフィエンツァ (PV) - パレストロ (PV) - ヴェルチェッリ (VC) |